# Evangeliet enligt Jesus Kristus
Evangeliet enligt Jesus Kristus, portugisiska originalets titel "O Evangelho segundo Jesus Cristo", är en roman av den portugisiske nobelpristagaren i litteratur José Saramago från 1991.
Romanen tar upp Jesus egen version, hans evangelium, av de händelser som ledde honom från Betlehem till Getsemane. Saramago tolkar Kristi liv i mänskliga termer. Romanen är mycket kontroversiell för bland annat framställningen av Gud. 
Boken är översatt till svenska av Hans Berggren.